# Maximalisme (art)

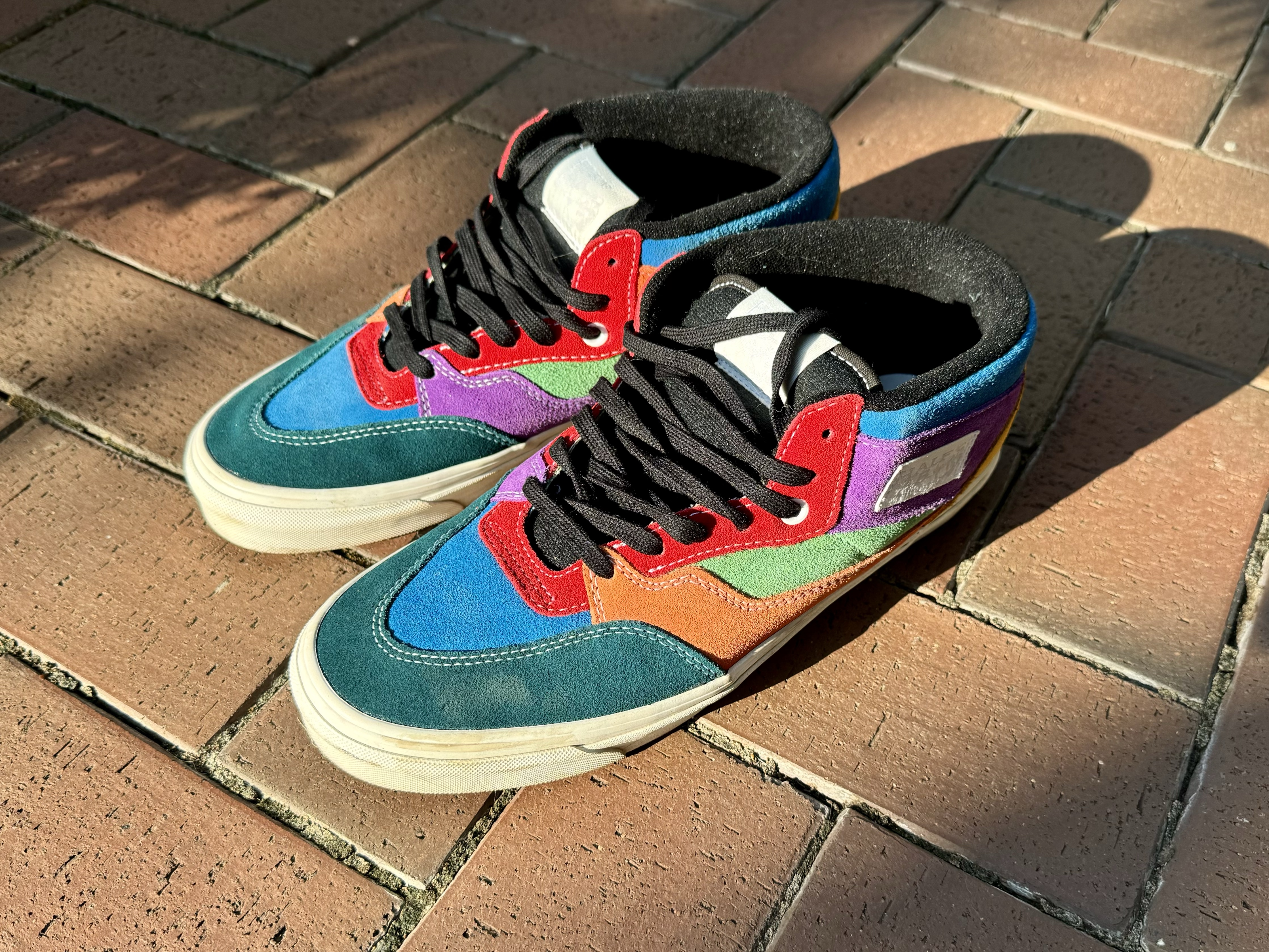
Chaussures Half Cab 33 DX 30e anniversaire, designer inconnu, produites par Vans, vers 2024, en suède

Dans les arts, le maximalisme, en réaction contre le minimalisme, est une esthétique de l'excès. La démarche maximaliste peut être résumée par « plus c'est plus », par opposition au less is more (moins c'est plus) de Ludwig Mies van der Rohe, devenu la devise des minimalistes.

## Littérature
Le terme maximalisme est parfois associé aux romans postmodernes, comme ceux de David Foster Wallace et Thomas Pynchon, où la digression, la référence et l'élaboration de détails occupent une grande partie du texte. Il peut faire référence à tout ce qui est considéré comme excessif, ouvertement complexe et « voyant », fournissant une surabondance redondante de fonctionnalités et d'accessoires ou une tendance à ajouter et à accumuler à l'excès.
Le romancier John Barth définit le maximalisme littéraire à travers l'opposition de l'Église catholique romaine médiévale entre « deux... chemins vers la grâce » :
la via negativa de la cellule du moine et de la grotte de l'ermite, et la via affirmativa de l'immersion dans les affaires humaines, d'être au monde, qu'on en soit ou non. Les critiques ont à juste titre emprunté ces termes pour caractériser la différence entre M. Beckett, par exemple, et son ancien maître James Joyce, lui-même maximaliste sauf dans ses premiers travaux. 

### Romans maximalistes
Stefano Ercolino cite ces titres comme des romans maximalistes : 
- L'arc-en-ciel de la gravité (Thomas Pynchon, 1973)
- L'Infinie Comédie (David Foster Wallace, 1996)
- Sourires de loup (Zadie Smith, 2000)

## Musique
En musique, Richard Taruskin utilise le terme maximalisme pour décrire le modernisme de la période 1890 à 1914, notamment dans les régions germanophones, le définissant comme « une intensification radicale des moyens vers des fins acceptées ou traditionnelles ». Ce point de vue a cependant été contesté au motif que Taruskin utilise le terme simplement comme un « signifiant vide » rempli « d'une gamme de caractéristiques musicales – grande orchestration, complexité motivique et harmonique, etc. – qu'il prend pour être typique du modernisme". Taruskin, en tout cas, n'est pas à l'origine de ce sens du terme, utilisé dès le milieu des années 1960 en référence aux compositeurs russes de la même période, dont Sergueï Prokofiev était « le dernier ». La musique maximaliste contemporaine est définie par le compositeur David A. Jaffe comme celle qui « embrasse l'hétérogénéité et permet des systèmes complexes de juxtapositions et de collisions, dans lesquels toutes les influences extérieures sont considérées comme une matière première potentielle ». Les exemples incluent la musique d'Edgard Varèse, Charles Ives et Frank Zappa. Dans un sens différent, Milton Babbitt a été considéré comme maximaliste car son objectif était de « faire de la musique autant qu'elle peut l'être plutôt que le moins possible ». Richard Toop, quant à lui, considère que le maximalisme musical "doit être compris au moins en partie comme antiminimalisme". La technique d'enregistrement très influente de Phil Spector appelée mur de son , présente dans des enregistrements tels que " Be My Baby " des Ronettes et Pet Sounds des Beach Boys (1966) (le premier, produit par Spector) a été décrite comme maximaliste,. Les albums du groupe de rock anglais Oasis (What's The Story) Morning Glory ? (1995) et Be Here Now (1997), ainsi que l'album de 2010 du rappeur Kanye West, My Beautiful Dark Twisted Fantasy, ont également été décrits comme des œuvres maximalistes,,,,. Charlemagne Palestine décrit sa musique basée sur les drones comme maximaliste.

## Arts visuels
Le maximalisme en tant que terme dans les arts plastiques est utilisé par l'historien de l'art Robert Pincus-Witten pour décrire un groupe d'artistes, dont le futur cinéaste nommé aux Oscars Julian Schnabel et David Salle, associés aux débuts turbulents du néo-expressionnisme à la fin des années 1970. Ces artistes ont été en partie « stimulés par pur désespoir avec un si long régime de minimalisme réductiviste ». Ce maximalisme a été préfiguré au milieu des années 1960 par certaines peintures d'orientation psychanalytique de Gary Stephan.
Charlotte Rivers décrit comment « le maximalisme célèbre la richesse et l'excès du design graphique », caractérisé par la décoration, la sensualité, le luxe et la fantaisie, citant des exemples tirés du travail de l'illustrateur Kam Tang et de l'artiste Julie Verhoeven.
L'historien de l'art Gao Minglu relie le maximalisme dans l'art visuel chinois à la définition littérale en décrivant l'accent mis sur « l'expérience spirituelle de l'artiste dans le processus de création comme une auto-contemplation en dehors et au-delà de l'œuvre d'art elle-même... Ces artistes accordent plus d'attention au processus de création et à l'incertitude du sens et à l'instabilité d'une œuvre. Le sens ne se reflète pas directement dans une œuvre car ils croient que ce qui est dans l'esprit de l'artiste au moment de la création n'apparaît pas nécessairement dans son œuvre. Les exemples incluent le travail des artistes Ding Yi et Li Huasheng.
En 1995, le groupe d'artistes « antipreneurial » Stiletto a présenté LESS function IS MORE fun dans une installation dite Spätverkauf de Laura Kikauka à la Volksbühne Berlin, qu'elle a revendiquée comme l'un de ses projets relatifs au maximalisme,.